# Nevada (roman)
Nevada (Nevada : A Novel) est le premier roman de l'auteure Imogen Binnie, publié par Topside Press en 2013.
Nevada suit l'histoire de Maria Griffiths, une femme trans de Brooklyn, qui se lance dans un road trip en direction de la côte ouest. Dans les années qui ont suivi sa sortie, il a été reconnu pour avoir lancé un nouveau mouvement littéraire transgenre et inspiré des auteurs tels que Torrey Peters et Casey Plett.

## Contexte et publication
Nevada est initialement publié par l'éditeur spécialisé dans la littérature transgenre Topside Press en 2013. En 2017, Topside Press est dissout, laissant Nevada épuisé. Les fans du roman ont continué à faire circuler des copies numériques du roman et ont créé un site Web sur lequel des copies pouvaient être téléchargées. En juin 2021, il est annoncé que Nevada serait réédité à l'automne 2022 par FSG Originals de MCD Books en raison de sa popularité durable. Plus tard cet été-là, Imogen Binnie a retweeté que Nevada serait publié en juin 2022 par Picador, le rendant ainsi disponible au Royaume-Uni pour la première fois,.

## Résumé
Maria Griffiths vit dans un appartement à Williamsburg, à Brooklyn, avec sa petite amie, la lesbienne cisgenre Steph. Elle travaille dans la même librairie à Manhattan depuis six ans, au cours desquels elle s'est révélée être une femme transgenre. Un dimanche d'octobre, lors d'un brunch, Steph avoue à Maria qu'elle l'a trompée avec un ami commun, un homme transgenre nommé Kieran. Maria traite les événements de cette journée au cours de la semaine, décidant finalement de rompre avec Steph. Alors qu'elle se rend au travail le jour de sa décision, Maria voit Kieran ; il admet que lui et Steph n'ont jamais réellement eu de relations sexuelles, et les deux ont inventé l'histoire pour inciter Maria à discuter de ses sentiments avec Steph. Steph rompt finalement avec Maria avant que Maria n'ait la chance de rompre avec elle.
Immédiatement après la rupture, Maria visite l'appartement de son amie proche Piranha, une autre femme trans qu'elle avait rencontrée sur le chemin du Camp Trans (en). Là-bas, elle découvre que Piranha consomme de l'héroïne, en partie pour faire face à sa douleur chronique, et que sa douleur est probablement une contre-indication à une vaginoplastie. Le lendemain, au travail, Maria est licenciée pour être arrivée en retard à plusieurs reprises et avoir pris des pauses sans la permission de son manager. À la suite d'une conversation difficile avec Piranha au sujet de leur amitié, Maria se rend dans un bar, où elle prend la décision de s'éloigner le plus possible de New York. Après avoir vu Piranha pour la dernière fois, Maria achète de l'héroïne avec l'argent qu'elle avait économisé pour sa vaginoplastie et commence à se diriger vers l'ouest dans la voiture de Steph.
Un mois plus tard, à Star City (en), au Nevada, James Hanson travaille au Walmart local. James s'interroge sur son sexe et consomme de la marijuana pour éviter de penser à la fois à son identité de genre et à la façon dont cela affecterait sa relation avec sa petite amie, Nicole. Maria arrive au magasin dans lequel James travaille et se rend immédiatement compte qu'il est probablement transgenre. Après avoir acheté un CD de Miranda Lambert, Maria demande à James s'il aimerait passer du temps avec elle. Les deux fument de la marijuana dans la voiture de Steph (qui a maintenant été déclarée volée) à l'extérieur de l'appartement de James, où Maria passe la nuit. Le lendemain, James demande à Maria si elle est transgenre, ce qui incite Maria à demander à James s'il est également trans ou non. Au petit-déjeuner, les deux décident d'aller à Reno pour la journée.
Lors du trajet en voiture jusqu'à Reno, James évoque le concept d'autogynéphilie à Maria. Maria décortique le concept de James et critique le travail de J. Michael Bailey pour en avoir fait la promotion. Les deux arrivent dans un restaurant, où ils envisagent de visiter un casino. Au restaurant, Maria critique davantage Kenneth Zucker et se souvient avoir appelé à une émission sur NPR pour l'accuser à l'antenne, mais être devenue trop nerveuse pour dire quoi que ce soit. Après son arrivée au casino, James vole l'héroïne de Maria alors qu'elle est aux toilettes. Maria abandonne James au casino. Le livre se termine avec Nicole qui ramène James à la maison ; le sort des personnages principaux reste flou.
Maria se lance fréquemment dans de longs monologues intérieurs tout au long du livre, réfléchissant sur le genre, l'hétéronormativité et le conditionnement social et faisant référence à d'autres auteurs féminins queer par leur nom, notamment Michelle Tea et Julia Serano.

## Inspiration
Imogen Binnie a déclaré qu'en écrivant une histoire sur un protagoniste transgenre, elle voulait résister au risque d'expliquer « l'expérience trans pour les personnes cis », ce qui, selon elle, se produit souvent dans les mémoires transgenres. Parce que Nevada est une œuvre de fiction, Imogen Binnie a déclaré qu'elle avait abordé son écriture comme une histoire transgenre écrite pour les femmes trans. « L'une des questions auxquelles j'essayais de répondre avec Nevada était la suivante : à quoi ressemblerait une histoire sur les femmes trans destinée à un public de femmes trans ? À quoi cela ressemblerait-il ? ». Imogen Binnie a parlé du livre à la blogueuse Sarah McCarry dans une interview.

## Réception
Nevada a reçu une critique négative dans le magazine Publishers Weekly, mais a inspiré d'autres écrivaines trans, comme l'auteur Casey Plett, qui dit que le livre était « très sombre et qu'il se termine de manière difficile », mais lui a finalement fait sentir que « rien n’était interdit » d’écrire. Torrey Peters, une autre femme trans et auteure, l'a cité comme une de ses inspirations majeures. Elle a continué à écrire Detransition, baby, un roman transgenre acclamé des années 2010. Le livre a également été nommé pour le Lambda Literary Award 2014 pour la fiction transgenre.
En 2022, l'universitaire transgenre Stephanie Burt a crédité Nevada comme ayant « changé le paysage de la fiction trans, en partie parce qu'il n'a fait aucune concession aux touristes » et a fait valoir que le livre était devenu central dans « l’invention du roman trans » dans les années 2010.
En 2022, Imogen Binnie est apparue sur Storybound en lisant un extrait de Nevada, accompagné d'une musique originale et d'une conception sonore de Jude Brewer.

## Adaptation
Le 17 janvier 2023, la réalisatrice Jane Schoenbrun a annoncé un casting sur son compte Twitter à la recherche d'acteurs pour une adaptation cinématographique de Nevada. Imogen Binnie a approuvé l'appel avec un retweet.